# شهر هوانرن
شهر هوانرن (به لاتین: Huanren Town) یک شهرک در جمهوری خلق چین است که در شهرستان خودمختار هوارن منچو واقع شده‌است. شهر هوانرن ۳۳۹ کیلومتر مربع مساحت و ۳۹٬۰۵۲ نفر جمعیت دارد و ۲۵۴ متر بالاتر از سطح دریا واقع شده‌است.